# Маунт-Айза (аэропорт)
Аэропорт Маунт-Айза (ИАТА: ISA, ИКАО: YBMA) обслуживает западную часть штата Квинсленд и город Маунт-Айза, Австралия. Аэропорт принимает самолёты различных авиакомпаний с регулярными рейсами в Брисбен, Таунсвилл и Кэрнс.
За 2010—2011 финансовый год аэропорт обслужил 217 525 пассажиров, что составило 25,1 % прирост пассажиропотока по сравнению с предыдущим годом.

## Авиакомпании и направления
Рейсы авиакомпании Skytrans, осуществляемые по контракту с правительством Квинсленда будут переданы компании Regional Express с 1 января 2015.

## Пассажиропоток
По состоянию на 2012 год, Маунт-Айза находился на 30-м месте среди аэропортов Австралии по объёму пассажиропотока.
| Год     | Перевезено пассажиров | Осуществлено взлётов |
| ------- | --------------------- | -------------------- |
| 2001-02 | 89 433                | 3548                 |
| 2002-03 | 88 793(-0.7%)         | 3736(+5.3%)          |
| 2003-04 | 99 205(+11.7%)        | 3596(-3.7%)          |
| 2004-05 | 111 303(+12.2%)       | 3541(-1.5%)          |
| 2005-06 | 132 475(+19.0%)       | 3769(+6.4%)          |
| 2006-07 | 155 572(+17.4%)       | 4185(+11.0%)         |
| 2007-08 | 186 679(+20.0%)       | 4645(+11.0%)         |
| 2008-09 | 173 517(-7.1%)        | 3467(-25.4%)         |
| 2009-10 | 173 813(+0.2%)        | 3743(+8.0%)          |
| 2010-11 | 217 525(25.1%)        | 5376(37.2%)          |

## Аварии в аэропорту
22 сентября 1966 года самолёт авиакомпании Vickers Viscount вылетел из Маунт-Айзы с двадцатью пассажирами на борту в Брисбен с промежуточной посадкой в городке Лонгрич. Через 44 минуты после взлета возник пожар в одном из двигателей. Экипаж не смог потушить пожар и вынужден был начать аварийное снижение с целью посадки в Винтоне, городке, расположенном в 360 км к юго-востоку от Маунт-Айзы. Но огонь быстро распространился по топливному баку и разрушил конструкции левого крыла, так что его большая часть оторвалась. Самолёт разбился в 20 км к западу от Винтона. Все находившиеся на борту погибли. Это была пятая по количеству жертв катастрофа в истории гражданской авиации Австралии.